# エミール・ギレリス
エミール・グリゴリエヴィチ・ギレリス（ロシア語: Эми́ль Григо́рьевич Ги́лельс, ラテン文字転写: Emil Grigoryevich Gilels, ウクライナ語: Еміль Григорович Гілельс, ラテン文字転写: Emil Hrihorovich Hilels, エミール・フルィホロヴィッチ・ヒレリス 1916年10月19日〈ユリウス暦では10月6日〉 - 1985年10月14日）は、ソビエト連邦・ウクライナのピアニスト。

## 略歴

### オデッサ時代
ウクライナ・オデッサのユダヤ人の家庭に生まれる。両親は共に音楽家であった。5歳でオデッサ音楽演劇専門学校付属教室で学び、1929年に13歳でピアニストとしてデビュー。同年オデッサ音楽院へ入学し、ベルタ・レイングバルドから薫陶を受けた。1931年には、音楽院を訪れたアルトゥール・ルービンシュタインに認められ、その勧めで1933年には17歳にして第1回全ソ連ピアノコンクールに参加し、満員の聴衆が総立ちになる演奏を披露して優勝した。

### モスクワ音楽院時代と国外コンクールでの活躍
1935年にオデッサ音楽院を卒業すると、すぐモスクワ音楽院に入学し、2年間ゲンリフ・ネイガウスに師事した。なお、同門にはスヴャトスラフ・リヒテル、アナトリー・ヴェデルニコフ、1937年の第3回ショパン・コンクールで優勝したヤコフ・ザーク、1970年の第4回チャイコフスキー・コンクールで優勝したウラディーミル・クライネフらがいる。
国外のコンクールにも出場しており、1936年にはウィーン国際コンクールで第2位となり、1938年にはブリュッセルで行われたイザイ国際コンクールで優勝した。なお、この大会にはアルトゥーロ・ベネデッティ・ミケランジェリも参加したが第7位に終わっている。
また、この頃からソヴィエト・メロディアにレコード録音をするようになった。

### 世界的な活躍
1947年からヨーロッパで演奏旅行を始める。スターリン政権下において、基本的に西側諸国での活動は認められていなかったが、1955年にはダヴィッド・オイストラフ、ムスティスラフ・ロストロポーヴィチとともに西側での演奏旅行が許され、ニューヨークなどを訪れた。また、1956年に日本も訪れた。
ロシアの自宅では、アップライトピアノで練習していたといわれている。1952年以降はモスクワ音楽院で後進の育成に当たった。1955年にはフィラデルフィアでチャイコフスキーのピアノ協奏曲第1番を演奏し、アメリカ・デビューを果たした。日本にも何度か来訪した。 1985年にモスクワで死去。演奏旅行に向かう前に病院で予防注射を受けている際、看護師が誤って異なる薬を入れてしまいその結果心臓麻痺を起こしたとリヒテルはブルーノ・モンサンジョン著の「リヒテル」で語っている。

## 受賞歴
ソ連政府からは、1946年にはスターリン賞、1961年と1966年にはレーニン勲章、1962年にはレーニン賞をそれぞれ受賞している。

## レパートリーなど
ギレリスは、鋼鉄のタッチと通称される完璧なテクニックに加えて甘さを控えた格調高い演奏設計で非常に評価が高い。バロック時代のスカルラッティやバッハ、ロマン派のシューマンやブラームス、さらにはドビュッシーやバルトーク、プロコフィエフといった20世紀音楽に至るまで幅広いレパートリーを持っていた。プロコフィエフからはピアノソナタ第8番を献呈され、1944年12月29日にはこの作品を初演してもいる。
ベートーヴェンの演奏で評価が高く、音楽評論家の吉澤ヴィルヘルムは、ネイガウス門下の中で最もハンス・フォン・ビューロー以来の伝統を受け継いでいたと記している。
晩年には骨太な表現が鳴りを潜め、力を抑えた枯淡の境地と言える表現に変わっていった。ドイツ・グラモフォンレーベルにベートーヴェンのピアノソナタの録音が進行中だった。その死によって、全集は完成されずに終わったが、ギレリスの晩年の境地を示す録音である。また、ベートーヴェンのピアノ協奏曲についてはクルト・マズアおよびジョージ・セルの指揮との共演で全集が発売されており、特にセルと組んだ全集はオーケストラの好伴奏もあって素晴らしい出来であり、かつて録音に難があると評されることが少なくなかったものの国内盤では2015年にSACD化もなされ、同曲の代表盤と言って差し支えない。
また、ドイツ・グラモフォンに録音されたブラームスのピアノ協奏曲第1、2番（オイゲン・ヨッフム指揮ベルリン・フィルハーモニー管弦楽団）も、やはり同曲の代表的名盤と呼ばれている。

## 教育活動
弟子にヴァレリー・アファナシエフ、フランス・クリダらがいる。

## 評価

### ピアニストからの評価
師のゲンリフ・ネイガウスはギレリスのテクニックに感嘆し、特にリストの『スペイン狂詩曲』におけるギレリスのオクターブ演奏を称賛した。
また、スヴャトスラフ・リヒテルはギレリスによるブラームスの『ピアノ協奏曲第2番』の演奏を称賛し「だから私はこの曲を弾かない」と記している。

### 評論家からの評価
『ニューヨークタイムズ』の音楽評論家であったハロルド・C・ショーンバーグは、ギレリスについて「比較的客観的な視点を持った力強く明快で健全な演奏家で、感情的に音楽に溺れることを自ら戒めていた」「力強いが飾らない音楽性によって、楽で自然な感じで演奏をした」と評している。他にも、アメリカにおいてギレリスの演奏は「鋼鉄のタッチ」と評されることもあった。
音楽評論家の小石忠男はギレリスについて「帝政ロシアの伝統を受け継いでソヴィエトが発展させてきた合理的奏法の精髄を身につけている」と評し、そのうえ様式的には新古典主義に基づいた抑制力をも持っていると述べている。

## 家族
- 妹：エリザベータ・ギレリス - ヴァイオリニスト[14]。レオニード・コーガンの妻[14]。
- 妻：ローザ・タマルキナ - 1937年の第3回ショパンコンクールで第2位となったピアニスト[15]。1950年、30歳にして結核で死去[15]。
- 娘：エレーナ・ギレリス - ピアニスト[14]。